# Osagedoorn
De osagedoorn (Maclura pomifera) is een plant uit de moerbeifamilie (Moraceae). In zijn land van oorsprong, de Verenigde Staten van Amerika, staat de soort bekend onder de naam  'osage orange', omdat de vorm van de vrucht enigszins aan een sinaasappel doet denken en omdat het verspreidingsgebied ten dele samenvalt met het stamgebied der Osage-Indianen.
Het is een tweehuizige plant (aparte mannelijke en vrouwelijke planten). Het is een loofboom of (bij regelmatige snoeiing) grote struik, die 8-15 m hoog kan worden. Het vruchtverband komt voort uit een aantal verschillende vruchtbeginselen, is 7-15 cm groot en ziet eruit als een groen-gele, sterk gerimpelde sinaasappel, die gevuld is met een kleverig wit sap. De vrucht is niet voor menselijke consumptie geschikt. 
In de Krim waar de boom algemeen voorkomt in straten en parken, worden de vruchten aangewend voor het bereiden van (natuur)geneeskundige tinctuur en zalf.
De plant komt van nature voor in een betrekkelijk klein gebied in de Verenigde Staten, dat delen van Arkansas, Kansas, Oklahoma, Texas en Louisiana omvat. Als parkboom wordt hij echter ook elders aangeplant. De takken van de osagedoorn zijn voorzien van scherpe stekels, reden waarom de plant in het prairiegebied veel werd aangeplant in voor het vee ondoordringbare heggen. De stekels vormden bovendien de inspiratie voor de uitvinding van het prikkeldraad. Diverse Indianenstammen gebruikten het sap van de vruchten van de osagedoorn als bindmiddel voor de verf waarmee ze zich insmeerden als zij op oorlogspad gingen en het hout voor het maken van bogen. De Franse naam is dan ook 'bois d'arc'. Het hout werd door de Europese kolonisten lang geleden wel gebruikt voor spoorwegbielzen; tegenwoordig is het een gewilde en kostbare houtsoort met een dichte structuur, die weinig trekt en een grote hardheid heeft, gebruikt voor omheiningspalen, gereedschap en fijn meubelwerk.  Het hout is goed rotbestendig. .

## Raadsel omtrent de verspreiding der zaden
De ecologische functie van vlezige vruchten is dat ze worden gegeten door dieren, die vervolgens voor de verspreiding der zaden zorgen. Daarom is het merkwaardig dat geen enkel wild dier  - met uitzondering van één soort grondeekhoorn - de schijnvruchten van de osagedoorn eet. 
Een hypothese is dat de grote schijnvruchten vroeger gegeten werden door een groot dier, de ongeveer 10.000 jaar geleden uitgestorven grondluiaard.
1. ↑  Plant fact sheet: Osage orange, Maclura pomifera (Rafin.). US Department of Agriculture, Natural Resources Conservation Service (March 2011). Geraadpleegd op 25 October 2017.
2. ↑  Cullina, William (2002). Native Trees, Shrubs, & Vines: A Guide to Using, Growing, and Propagating North American Woody Plants. Houghton Mifflin, Boston, p. 136. ISBN 0618098585. Geraadpleegd op January 31, 2016.

... · 
Antiaris · 
Artocarpus · 
Broussonetia · 
Castilla · 
Dorstenia · 
Ficus · 
Maclura · 
Morus (Moerbei) · 
Streblus · 
...